# Katlyn Chookagian
Katlyn Chookagian (Quakertown, 28 dicembre 1988) è una lottatrice di arti marziali miste statunitense di origini armene.
Combatte nella divisione dei pesi mosca per l'organizzazione statunitense UFC.

## Stile di combattimento
Katlyn Chookagian è una lottatrice non particolarmente disposta alla finalizzazione, ma mostra un'ottima base sia nel combattimento a terra che in quello in piedi.

## Carriera nelle arti marziali miste

### Ultimate Fighting Championship
Dopo aver debuttato nelle MMA professionistiche nel 2014 e aver messo insieme un record di 7-0 in due anni, il suo debutto ufficiale in UFC avviene contro Lauren Murphy il 13 luglio 2016 vincendo per decisione unanime.
Torna sull'ottagono il 12 novembre seguente a UFC 205 per combattere contro Liz Carmouche, venendo sconfitta per decisione non unanime e perdendo la propria imbattibilità.
Ottiene quindi tre vittorie consecutive per decisione contro Irene Aldana, Mara Romero Borella e Alexis Davis prima di perdere, sempre per decisione, contro Jessica Eye. Torna alla vittoria contro Joanne Calderwood.

## Risultati nelle arti marziali miste
| Risultato | Record | Avversario          | Metodo                        | Evento                                    | Data              | Round | Tempo | Città                      | Note                                                                  |
| --------- | ------ | ------------------- | ----------------------------- | ----------------------------------------- | ----------------- | ----- | ----- | -------------------------- | --------------------------------------------------------------------- |
| Vittoria  | 16-4   | Viviane Araújo      | Decisione (unanime)           | UFC 262: Oliveira vs. Chandler            | 15 maggio 2021    | 3     | 5:00  | Houston, Stati Uniti       |                                                                       |
| Vittoria  | 15-4   | Cynthia Calvillo    | Decisione (unanime)           | UFC 255: Figueiredo vs. Perez             | 21 novembre 2020  | 3     | 5:00  | Las Vegas, Stati Uniti     |                                                                       |
| Sconfitta | 14-4   | Jéssica Andrade     | KO tecnico (pugni al corpo)   | UFC Fight Night: Ortega vs. Korean Zombie | 18 ottobre 2020   | 1     | 4:55  | Abu Dhabi, Emirati Arabi   |                                                                       |
| Vittoria  | 14-3   | Antonina Ševčenko   | Decisione (unanime)           | UFC on ESPN: Woodley vs. Burns            | 20 maggio 2020    | 3     | 5:00  | Las Vegas, Stati Uniti     |                                                                       |
| Sconfitta | 13-3   | Valentina Ševčenko  | KO tecnico (gomitate e pugni) | UFC 247: Jones vs. Reyes                  | 8 febbraio 2020   | 3     | 1:03  | Houston, Stati Uniti       | Per il titolo femminile dei pesi mosca UFC                            |
| Vittoria  | 13-2   | Jennifer Maia       | Decisione (unanime)           | UFC 244: Masvidal vs. Diaz                | 2 novembre 2019   | 3     | 5:00  | New York, Stati Uniti      | Incontro catchweight, Maia ha mancato il taglio del peso              |
| Vittoria  | 12-2   | Joanne Calderwood   | Decisione (unanime)           | UFC 238: Cejudo vs. Moraes                | 8 giugno 2019     | 3     | 5:00  | Chicago, Stati Uniti       |                                                                       |
| Sconfitta | 11-2   | Jessica Eye         | Decisione (non unanime)       | UFC 231: Holloway vs. Ortega              | 8 dicembre 2018   | 3     | 5:00  | Toronto, Canada            |                                                                       |
| Vittoria  | 11-1   | Alexis Davis        | Decisione (unanime)           | UFC on Fox: Alvarez vs. Poirier 2         | 28 luglio 2018    | 3     | 5:00  | Calgary, Canada            |                                                                       |
| Vittoria  | 10-1   | Mara Romero Borella | Decisione (unanime)           | UFC on Fox: Jacaré vs. Brunson 2          | 27 gennaio 2018   | 3     | 5:00  | Charlotte, Stati Uniti     | Ritorno ai pesi mosca                                                 |
| Vittoria  | 9-1    | Irene Aldana        | Decisione (non unanime)       | UFC 210: Cormier vs. Johnson 2            | 8 aprile 2017     | 3     | 5:00  | Buffalo, Stati Uniti       |                                                                       |
| Sconfitta | 8-1    | Liz Carmouche       | Decisione (non unanime)       | UFC 205: Alvarez vs. McGregor             | 12 novembre 2016  | 3     | 5:00  | New York, Stati Uniti      |                                                                       |
| Vittoria  | 8-0    | Lauren Murphy       | Decisione (non unanime)       | UFC Fight Night: McDonald vs. Lineker     | 13 luglio 2016    | 3     | 5:00  | Sioux Falls, Stati Uniti   | Debutto in UFC                                                        |
| Vittoria  | 7-0    | Stephanie Bragayrac | KO (ginocchiata)              | CFFC 57: Honorio vs. Gaudinot             | 19 marzo 2016     | 1     | 0:45  | Filadelfia, Stati Uniti    | Debutto nei pesi gallo, vince il titolo dei pesi gallo femminili CFFC |
| Vittoria  | 6-0    | Isabelly Valera     | Decisione (unanime)           | CFFC 55: Chookagian vs. Varela            | 9 gennaio 2016    | 5     | 5:00  | Atlantic City, Stati Uniti | Vince il titolo dei pesi mosca femminili CFFC                         |
| Vittoria  | 5-0    | Sijara Eubanks      | Decisione (unanime)           | CFFC 52: Horcher vs. Regman               | 31 ottobre 2015   | 3     | 5:00  | Atlantic City, Stati Uniti |                                                                       |
| Vittoria  | 4-0    | Melinda Fabian      | Sottomissione (armbar)        | PMMAL Hungarian Fight Championship 9      | 9 maggio 2015     | 1     | 4:33  | Budapest, Ungheria         |                                                                       |
| Vittoria  | 3-0    | Linn Wennergren     | Decisione (unanime)           | PMMAL Hungarian Fight Championship 9      | 9 maggio 2015     | 3     | 5:00  | Budapest, Ungheria         |                                                                       |
| Vittoria  | 2-0    | Brigitte Narcisse   | KO (ginocchiate)              | WSOF 13                                   | 13 settembre 2014 | 3     | 0:38  | Bethlehem, Stati Uniti     | Debutto nei pesi mosca                                                |
| Vittoria  | 1-0    | Rebecca Heintzman   | Decisione (unanime)           | CFFC 37: Anyanwu vs. Bell                 | 28 giugno 2014    | 3     | 5:00  | Filadelfia, Stati Uniti    | Debutto nei pesi paglia                                               |

## Filmografia
- Fight Valley, regia di Rob Hawk (2016)